# Crușeț
Crușeț is een Roemeense gemeente in het district Gorj.
Crușeț telt 3644 inwoners.